# Caproni Ca.314
Ca.314 Caproni – włoski wielozadaniowy samolot wojskowy z początku lat 40. XX wieku. Wyprodukowano 407 egzemplarzy.

## Historia
Ca.314 był wersją rozwojową Ca.313, który różnił się od poprzednika zmianą w kokpicie. Samolot bardzo przypominał brytyjski Bristol Blenheim. Zmieniono również uzbrojenie z karabinów maszynowych kal. 7,7 mm na kal. 12,7 mm. Natomiast jednostki napędowe samolotu pozostały takie same jak w Ca.313. Samoloty przeznaczono dla marynarki wojennej.
Samoloty produkowano w fabrykach: Taliedo, Ponte San Pietro i Castellammare di Stabia.

## Literatura
- Aero, Marshall Cavendish International Ltd., 1984 Londyn Anglia 47-ci Issue